# 크로스오버 (피겨스케이팅)
크로스오버는 곡선 또는 원을 따라 스케이트를 타고 있는 동안 추진력을 얻는 피겨 스케이팅의 기본 스트로킹 기술이다. 그들은 스케이트를 타고있는 동안 앞으로 또는 뒤로 실시할 수 있다.
전진 크로스오버를 반시계 방향으로 실시하기 위해, 스케이트 선수는 전방 왼쪽 바깥쪽 가장자리 위에서 스트로크로 시작한다. 무게의 전달이 이루어짐에 따라, 스케이트 선수는 왼쪽발의 바깥쪽 가장자리를 민다. 그 다음 스크로크는 원 안에서 오른쪽 옆의 왼쪽발을 배치하고, 우측 다리의 안쪽 가장자리를 밀면서 실시된다.

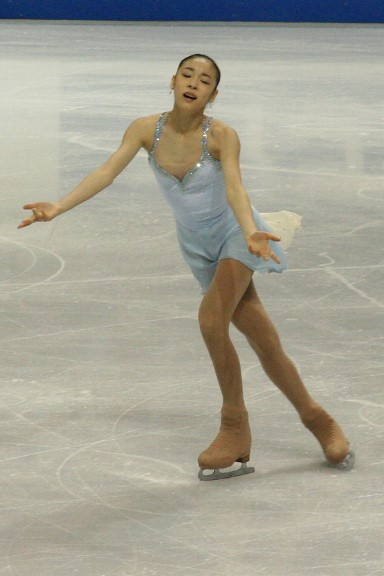
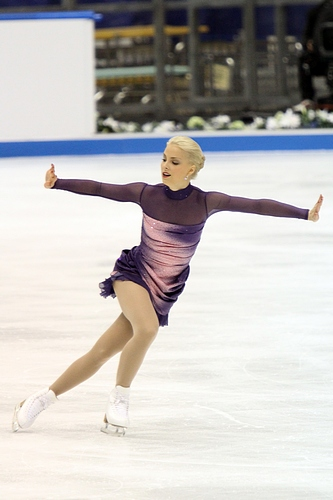
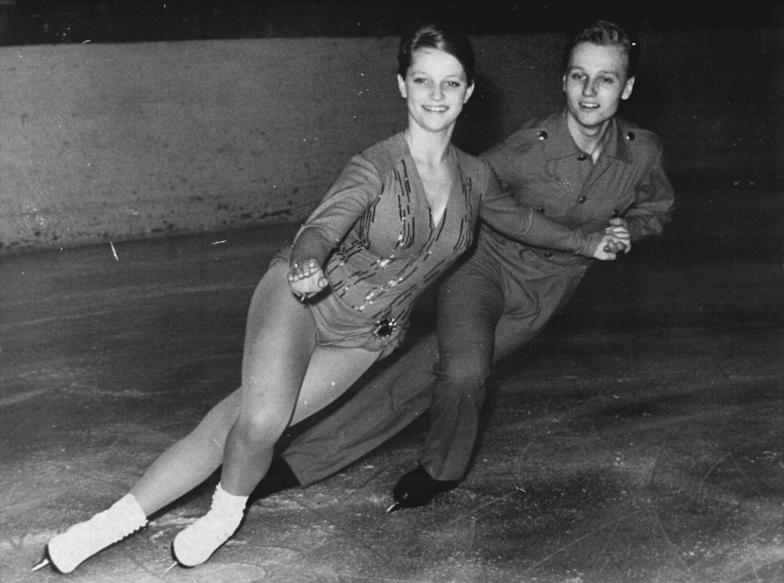
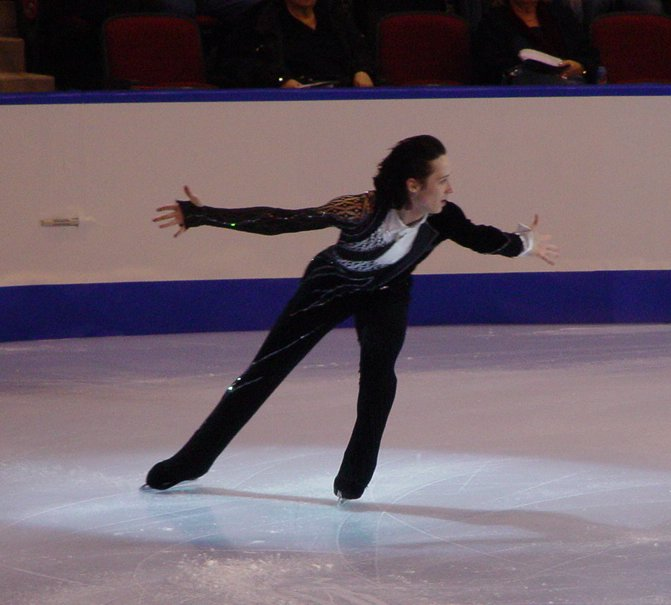